# 陈宇寰
陈宇寰（1897年—1938年10月10日），河北滦县人，曾任八路军冀东抗日联军副司令员。在蓟县赵各庄宿营时遭日、伪军包围，中弹身亡。
2014年9月被中华人民共和国民政部授予抗日英烈称号。